# Persone di nome Peter/Allenatori di calcio
| Questa pagina contiene informazioni ricavate automaticamente dalle voci biografiche con l'ausilio del template Bio e di un bot. L'aggiornamento è periodico e automatico e ricostruisce completamente la pagina. Se manca una persona in questa lista, sei pregato di non aggiungerla, ma accertati piuttosto che la sua voce biografica contenga il template Bio e che i dati anagrafici siano correttamente compilati. Se il template Bio manca, inseriscilo tu stesso o, in alternativa, metti l'avviso {{tmp\|Bio}} che ne segnala la mancanza. Se i dati riportati sono sbagliati, correggi direttamente la voce biografica; le modifiche saranno visibili in questa lista entro pochi giorni. Per chiarimenti vedi il progetto antroponimi. La lista contiene solo le 63 persone che sono citate nell'enciclopedia e per le quali è stato implementato correttamente il template Bio. Pagina aggiornata al 22 lug 2025. |

Questa è una lista di persone presenti nell'enciclopedia che hanno il nome Peter e sono allenatori di calcio.

## A(1)
- Peter Anderson, allenatore di calcio e ex calciatore inglese (Hendon, n. 1949)

## B(6)
- Peter Barnes, allenatore di calcio e ex calciatore inglese (Manchester, n. 1957)
- Peter Bartalský, allenatore di calcio e ex calciatore slovacco (Malacky, n. 1978)
- Peter Beadle, allenatore di calcio e ex calciatore inglese (Lambeth, n. 1972)
- Peter Bonde, allenatore di calcio, ex calciatore e ex giocatore di calcio a 5 danese (n. 1965)
- Peter Bosz, allenatore di calcio, dirigente sportivo e ex calciatore olandese (Apeldoorn, n. 1963)
- Peter Butler, allenatore di calcio e ex calciatore inglese (Halifax, n. 1966)

## C(1)
- Peter Cklamovski, allenatore di calcio e ex calciatore australiano (Sydney, n. 1978)

## D(4)
- Peter Daniel, allenatore di calcio e ex calciatore inglese (Kingston upon Hull, n. 1955)
- Peter Davenport, allenatore di calcio e ex calciatore inglese (Birkenhead, n. 1961)
- Peter Dinsdale, allenatore di calcio e calciatore inglese (Bradford, n. 1938 - Port Moody, † 2004)
- Peter Doherty, allenatore di calcio e calciatore nordirlandese (Magherafelt, n. 1913 - † 1990)

## E(2)
- Peter Engelbrektsson, allenatore di calcio e ex calciatore svedese (n. 1951)
- Peter Eustace, allenatore di calcio e ex calciatore inglese (Stocksbridge, n. 1944)

## F(3)
- Peter Farmer, allenatore di calcio scozzese (Renton, n. 1886 - Londra, † 1964)
- Peter Farrell, allenatore di calcio e calciatore irlandese (Dalkey, n. 1922 - Dalkey, † 1999)
- Peter Fox, allenatore di calcio e ex calciatore inglese (Scunthorpe, n. 1957)

## G(2)
- Peter Grant, allenatore di calcio e ex calciatore scozzese (Bellshill, n. 1965)
- Peter Gunby, allenatore di calcio e calciatore inglese (Leeds, n. 1934 - † 2022)

## H(3)
- Peter Hartley, allenatore di calcio e ex calciatore inglese (Hartlepool, n. 1988)
- Peter Hodge, allenatore di calcio e arbitro di calcio britannico (Leith, n. 1871 - Perth, † 1934)
- Peter Hyballa, allenatore di calcio tedesco (Bocholt, n. 1975)

## I(1)
- Peter Ijeh, allenatore di calcio e ex calciatore nigeriano (Lagos, n. 1977)

## L(5)
- Peter Larsson, allenatore di calcio e ex calciatore svedese (Nässjö, n. 1961)
- Peter Lérant, allenatore di calcio e ex calciatore slovacco (Komárno, n. 1977)
- Peter Lindau, allenatore di calcio e ex calciatore svedese (Halmstad, n. 1972)
- Peter Løvenkrands, allenatore di calcio e ex calciatore danese (Hørsholm, n. 1980)
- Peter Luccin, allenatore di calcio e ex calciatore francese (Marsiglia, n. 1979)

## M(4)
- Peter Maes, allenatore di calcio e ex calciatore belga (Schoten, n. 1964)
- Peter Morris, allenatore di calcio e ex calciatore inglese (Stockbridge, n. 1943)
- Peter Mponda, allenatore di calcio e ex calciatore malawiano (Machinga, n. 1981)
- Peter Michael Murphy, allenatore di calcio e ex calciatore irlandese (Dublino, n. 1980)

## N(3)
- Peter Neururer, allenatore di calcio tedesco (Marl, n. 1955)
- Peter Nielsen, allenatore di calcio e ex calciatore danese (Copenaghen, n. 1968)
- Peter Németh, allenatore di calcio e ex calciatore slovacco (Bojnice, n. 1972)

## O(1)
- Peter Ollerton, allenatore di calcio e ex calciatore australiano (n. 1951)

## P(2)
- Peter Pacult, allenatore di calcio e ex calciatore austriaco (Vienna, n. 1959)
- Peter Persidis, allenatore di calcio e calciatore austriaco (Vienna, n. 1947 - Vienna, † 2009)

## R(3)
- Peter Ramage, allenatore di calcio e ex calciatore inglese (Ashington, n. 1983)
- Peter Reekers, allenatore di calcio e ex calciatore olandese (Almelo, n. 1981)
- Peter Robinson, allenatore di calcio e calciatore inglese (Manchester, n. 1922 - Manchester, † 2000)

## T(4)
- Peter John Taylor, allenatore di calcio e ex calciatore inglese (Southend-on-Sea, n. 1953)
- Peter Thomas Taylor, allenatore di calcio e calciatore inglese (Nottingham, n. 1928 - Maiorca, † 1990)
- Peter Thomas, allenatore di calcio e calciatore inglese (Coventry, n. 1944 - Tramore, † 2023)
- Peter Tsekenis, allenatore di calcio e ex calciatore australiano (Sydney, n. 1973)

## V(4)
- Peter van den Berg, allenatore di calcio e ex calciatore olandese (Rotterdam, n. 1971)
- Pim Verbeek, allenatore di calcio e calciatore olandese (Rotterdam, n. 1956 - Amsterdam, † 2019)
- Peter Vermes, allenatore di calcio, ex calciatore e ex giocatore di calcio a 5 statunitense (Willingboro Township, n. 1966)
- Peter van Vossen, allenatore di calcio e ex calciatore olandese (Zierikzee, n. 1968)

## W(4)
- Peter Weir, allenatore di calcio e ex calciatore scozzese (Johnstone, n. 1958)
- Peter Frederick Wilson, allenatore di calcio e ex calciatore inglese (Felling, n. 1947)
- Peter Wilson, allenatore di calcio e calciatore scozzese (Beith, n. 1905 - † 1983)
- Peter Wynhoff, allenatore di calcio e ex calciatore tedesco (Berlino, n. 1968)

## Z(1)
- Peter Zeidler, allenatore di calcio tedesco (Schwäbisch Gmünd, n. 1962)

## Š(1)
- Peter Šinglár, allenatore di calcio e ex calciatore slovacco (Prešov, n. 1979)